# Dorfkirche Tauche

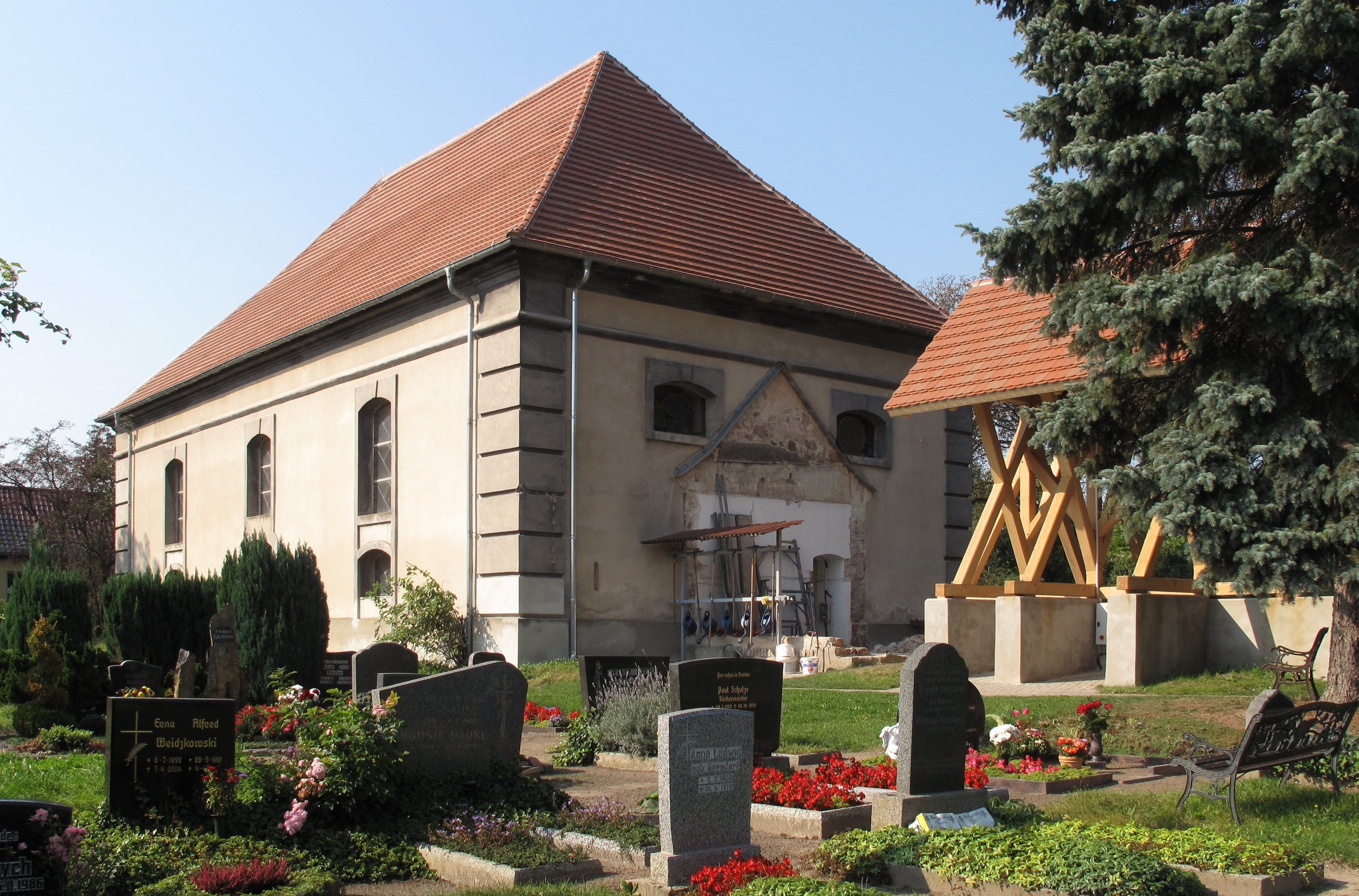
Dorfkirche Tauche

Die evangelische, denkmalgeschützte Dorfkirche Tauche steht in Tauche, einer Gemeinde im Landkreis Oder-Spree von Brandenburg. Sie gehört zum Kirchenkreis Oderland-Spree der Evangelischen Kirche Berlin-Brandenburg-schlesische Oberlausitz.

## Beschreibung

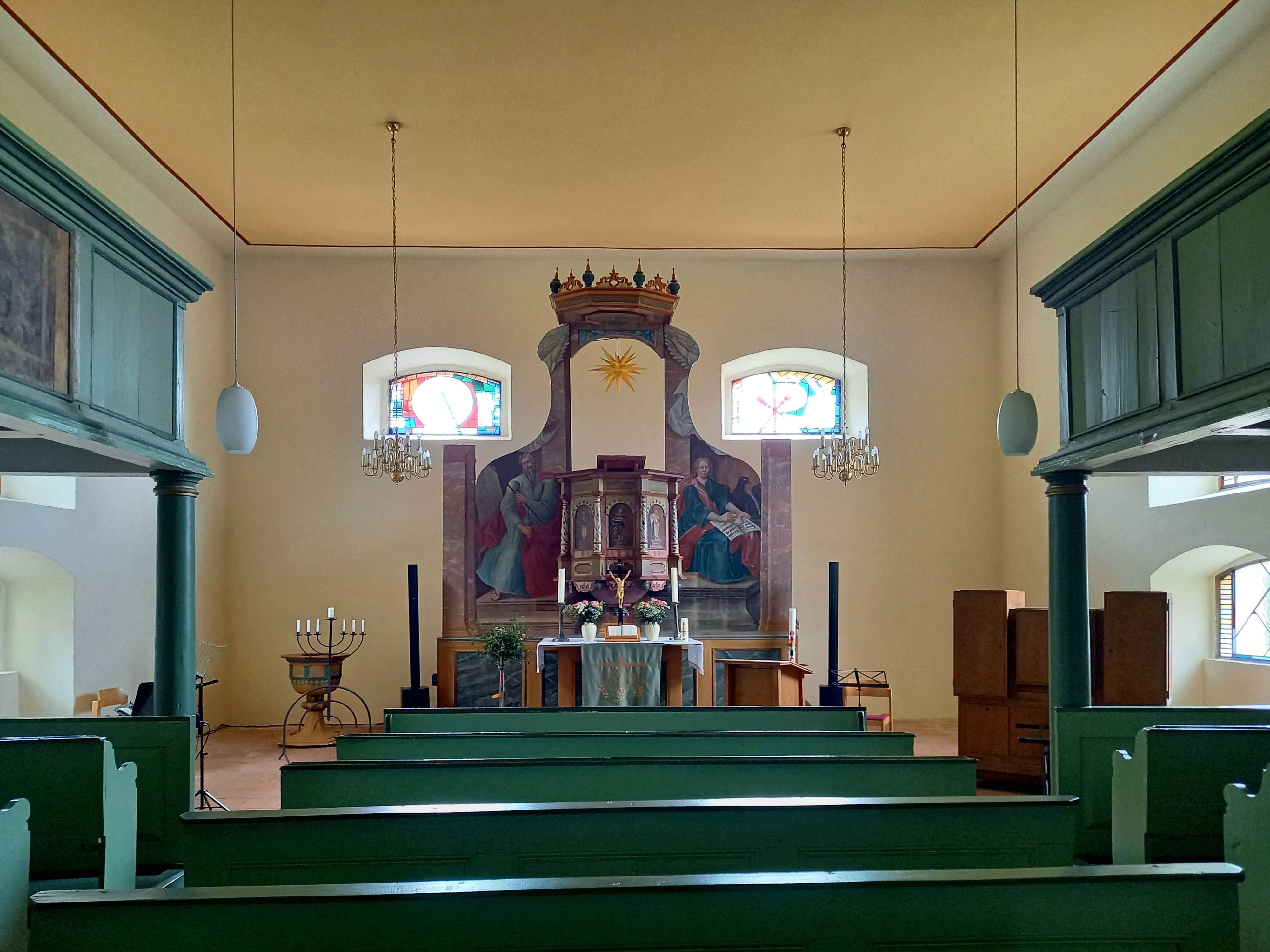
Innenansicht Dorfkirche Tauche

Die verputzte Saalkirche wurde 1699/1700 anstelle eines Vorgängerbaus errichtet. Sie besteht aus einem Langhaus mit drei Fensterachsen, das mit gequaderten Lisenen an den Ecken versehen und mit einem Walmdach bedeckt ist. 1860 wurde ein freistehender, hölzerner Glockenstuhl erbaut und mit einem Satteldach bedeckt. Er wurde 2014 erneuert. In ihm hängen zwei Kirchenglocken, die kleinere aus Bronze wurde im 14./15. Jahrhundert gegossen, die größere ist eine Eisenhartgussglocke von 1956. Im Osten wurde 1888 eine Sakristei angebaut, die inzwischen abgerissen ist.
Die Kirche ist mit einem Kanzelaltar mit polygonem Kanzelkorb aus dem 18. Jahrhundert ausgestattet. Die hölzerne Taufe hat die Form eines rechteckigen Pokals und entstand ebenfalls am Ende des 18. Jahrhunderts. In der Westwand sind zwei Bleiglasfenster des Duisburger Künstlers Berthold Janke, der für die Herstellung altes Glas aus Kirchenfenstern verwendete.
Die von den Gebrüdern Lehmann 1857 gebaute Orgel auf der Empore im Westen ist nicht mehr spielbar. Dafür erklingt ein Positiv des Orgelbauers Emil Hammer aus Hannover. Das Instrument aus dem Jahre 1965 war 1992 ein Geschenk der Partnergemeinde in Duisburg und steht seither rechts im Altarraum. Es hat ein Manual, Pedal und vier Register.